# Adam Rodriguez
Adam Michael Rodriguez (Yonkers, New York, 1975. április 2. –) amerikai színész.

## Élete
Háromnegyed részben puerto ricói, egynegyed részben kubai származású. Apja Ramon Rodriguez, anyja Janet Rodriguez. New Yorkban nőtt fel, van egy húga, Vanessa. Nagyon szereti a sportot, elsősorban a baseballt. Egy súlyos sérülés azonban megakadályozta Adamet abban, hogy profi játékossá váljon. Így más irányba kellett nézelődnie. Sokféle munkát kipróbált, mialatt a SUNY Rockland Community College-be járt. Szeretett volna pilóta lenni, de a rossz látása miatt erről is le kellett tennie. Végül úgy döntött színészi órát vesz, és ezzel véglegesen eldöntötte, mit szeretne csinálni.

## Pályafutása
Reklámokban is feltűnt, többek között a Coca-Cola egyik reklámfilmjében. Láthattuk egy pillanatra az Az X-akták egyik jelenetében is. Első szerepét 1997-ben kapta a Brooklyn South sorozatban, majd szerepelt Jennifer Lopez 1999-es videóklipjében, az If You Had My Love-ban. De ezen kívül több zenei klipben is szerepelt (Busta Rhymes: Respect My Conglomerate, Lionel Richie: I Call it Love, Melanie Fiona: It Kills Me, és 50 Cent: Many Men-ben). 2001-ben megkapta Jesse Ramirez szerepét a Roswell című sorozatban, de 2002-ben befejezték a sorozatot. Addigra azonban Adam már megkapta Eric Delko helyszínelő szerepét a CSI: Miami helyszínelők című sorozatban, amely fellendítette karrierjét. 2009-ben vendégszerepelni hívták az Ki ez a lány? című népszerű amerikai sorozatba. 2016-tól ő alakította Luke Alvez különleges ügynököt a Gyilkos elmékben.

## Filmográfia
- NYPD Blue (1997)
- Brooklyn South (1997–1998)
- Ryan Caulfield: Year One (1999)
- Law And Order (1999)
- Details (2000)
- Felicity (1999–2000)
- All Souls (2001)
- Impostor (2002)
- Resurrection Blvd. (2001–2002)
- King Rikki (2002)
- CSI Las Vegas (2002)
- Roswell (2001–2002)
- Queens Supreme (2003)
- CSI: New York-i helyszínelők (2004)
- Six Feet Under (2004)
- Keeper Of The Past (2005)
- Kim Possible (2005)
- Category 7: The End Of The World (2005)
- Thanks To Gravity (2006)
- Splinter (2006)
- Unknown (2006)
- Let The Game Begin (2007)
- Take (2007)
- Cielito Lindo (2007)
- CSI: Miami helyszínelők (2002–2012)
- Christmas Break (2008)
- Bohica (2008)
- Ki ez a lány? (2009–2010)
- Magic Mike (2012)
- Magic Mike XXL (2015)
- Gyilkos elmék (2016–2020)